# Enrico Lanzi
Enrico Lanzi (Spessa, Italia; 5 de febrero de 1953 – 5 de agosto de 2025) fue un jugador y entrenador de fútbol italiano que jugó en la posición de defensa.

## Carrera

### Jugador
| Periodo   | Club                 | Apariciones | Goles |
| --------- | -------------------- | ----------- | ----- |
| 1971–1974 | AC Milan             | 5           | 0     |
| 1972–1973 | → AC Cesena (cedido) | 34          | 2     |
| 1974–1975 | AS Varese 1910       | 16          | 0     |
| 1975–1977 | Perugia Calcio       | 12          | 0     |
| 1977–1978 | AC Monza             | 27          | 0     |
| 1978–1981 | Campobasso FC        | 50          | 1     |
| 1981–1984 | Paganese Calcio 1926 | 34          | 2     |

### Entrenador
| Periodo   | Club      |
| --------- | --------- |
| 1995      | Vogherese |
| 1997–1998 | AC Pavia  |